# Loie Fuller
Marie Louise Fuller, más conocida como Loie Fuller (Hinsdale, Illinois; 22 de enero de 1862-París; 21 de enero de 1928) fue una bailarina, actriz, productora y escritora nacida estadounidense que adquirió una gran fama al concentrarse en los efectos visuales; utilizó tejidos que flotaban y luces multicolores.

## Trayectoria

Cartel de Loie Fuller en el Folies Bergère.

Actuó como profesional siendo niña y se la consideraba una bailarina autodidacta. 

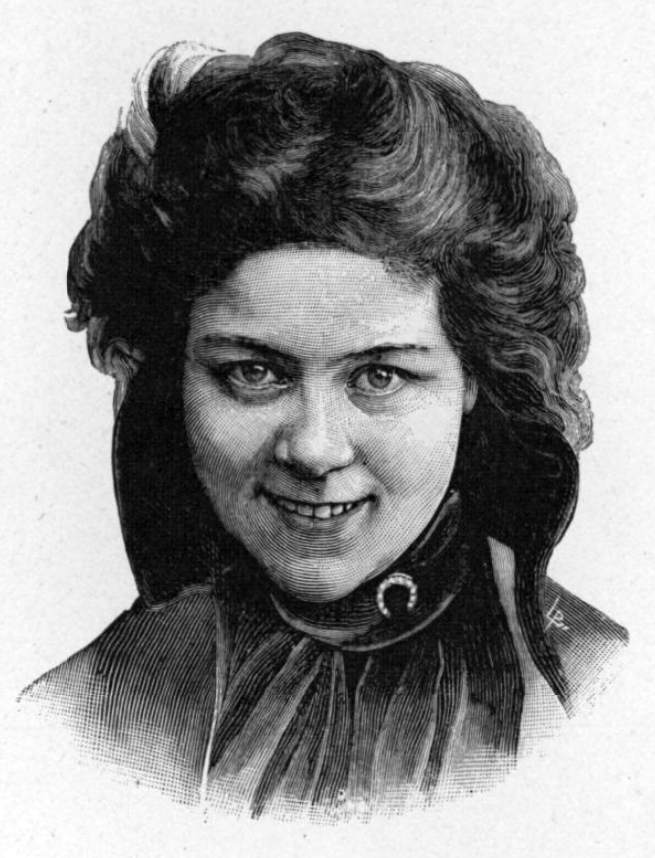
Loie Fuller c. 1900.

Trabajó principalmente en Europa, donde creó cerca de 130 danzas entre las que se encuentran los solos Danza de la serpiente (1890) y Danza del fuego y trabajos para su grupo como En el fondo del mar (1906) y el Ballet de la luz (1908). Además de servir de modelo para retratos de los artistas franceses Henri de Toulouse-Lautrec y Auguste Rodin, también fue reconocida por los científicos franceses por sus teorías sobre la iluminación artística.

Loïe Fuller ha abierto una nueva vía al arte del porvenir. París y todas las ciudades en las que actuó le deben las emociones más puras; ha despertado la grandeza de la Antigüedad. Su talento siempre será imitado ahora y su creación volverá a ser realizada siempre, pues ha sembrado efectos, luz y puesta en escena, y todas esas cosas serán estudiadas eternamente.
(Loïe Fuller a ouvert une voie à l'art de l'avenir. Toutes les villes où elle est passée et Paris lui sont redevables des émotions les plus pures; elle a réveillé la superbe Antiquité. Son talent sera toujours imité maintenant et sa création sera reprise toujours, car elle a semé et des effets et de la lumière et de la mise en scène; toutes choses qui seront étudiées éternellement.)
El escultor francés Auguste Rodin acerca de Loïe Fuller.

Artista queer, en su trabajo Fuller liberó el cuerpo femenino de la representación y la expresión heteronormativas. Compartió su vida con una mujer, Gab Sorère, y ambas eran asiduas de los círculos artísticos lésbicos parisinos.
Falleció en París de neumonía a los 65 años.

## Premios y reconocimientos
- Su vida está recogida en la película La bailarina de la directora Stéphanie Di Giusto.